# Herbert Schwiete
Herbert Schwiete (* 20. Januar 1918 in Warendorf; † 4. April 1994 in Paderborn) war ein deutscher Lehrer und Politiker, der in Paderborn lebte und wirkte. Von 1968 bis 1988 war er Bürgermeister der Stadt.
Schwiete war von 1959 bis 1980 Rektor der Paderborner Bonifatius-Hauptschule und wurde Mitglied der CDU. Von 1968 bis 1988 war er Bürgermeister von Paderborn. In seiner Amtszeit wurde Paderborn durch die Eingemeindungen umliegender Gemeinden in den Jahren 1969 und 1975 zur Großstadt. 1977 wurde er Ehrenmitglied des Paderborner-Bürger-Schützenvereins. Für seine Verdienste als Bürgermeister erhielt er 1990 die Ehrenbürgerwürde der Stadt Paderborn. Zudem wurde nach seinem Tod ein Teil des äußeren Rings um den Innenstadtbereich von Paderborn in Herbert-Schwiete-Ring umbenannt. 
| Vorgänger       | Amt                                   | Nachfolger   |
| --------------- | ------------------------------------- | ------------ |
| Christoph Tölle | Bürgermeister von Paderborn 1968–1988 | Wilhelm Lüke |

| Personendaten    | Personendaten                                          |
| ---------------- | ------------------------------------------------------ |
| NAME             | Schwiete, Herbert                                      |
| KURZBESCHREIBUNG | deutscher Politiker (CDU), Bürgermeister von Paderborn |
| GEBURTSDATUM     | 20. Januar 1918                                        |
| GEBURTSORT       | Warendorf                                              |
| STERBEDATUM      | 4. April 1994                                          |
| STERBEORT        | Paderborn                                              |